# جوني بيرد
جوني بيرد (بالإنجليزية: Johnnie Byrd)‏ هو سياسي أمريكي، ولد في 8 فبراير 1951 في بريوتون في الولايات المتحدة. حزبياً، نشط في الحزب الجمهوري. وقد انتخب عضو مجلس نواب فلوريدا.